# Matej Rudan
Matej Rudan (Zagreb, 21 de marzo de 2001) es un baloncestista croata que pertenece a la plantilla del KK Spartak Subotica de la Košarkaška Liga Srbije. Con 2,08 metros de estatura, juega en la posición de ala-pívot. 

## Trayectoria deportiva
Rudan comenzó a jugar al baloncesto en las categorías inferiores del KK Omiš-Cagalj. En 2015, se unió a la cantera del KK Cibona de su ciudad natal. Dos años más tarde, se marchó a Alemania para ingresar en la estructura del Bayern de Múnich. 
En la temporada 2018-19, Rudan forma parte del equipo filial del Bayern de Múnich de la ProB, la tercera categoría del baloncesto alemán. 
En la temporada 2020-21, alternó el filial con el que promedió 13,7 puntos y 4,5 rebotes y fue ascendido al primer equipo del Bayern de Múnich, donde promedió 3,4 puntos y 2,3 rebotes por partido. 
El 25 de agosto de 2021, Rudan firmó con Mega Basket de la ABA Liga, donde jugaría en calidad de cedido por dos temporadas. En la temporada 2021-22, promedió promedió 8,3 puntos, 3,4 rebotes y 8,8 créditos de valoración y en la temporada 2022-23 obtuvo unos promedios de 12,8 puntos, 5,5 rebotes y 14,5 de valoración por encuentro. 
En mayo de 2023, se conoce que el jugador croata llegaría en calidad de cedido al Club Baloncesto Breogán de la Liga Endesa, para disputar la temporada 2023-24.
El 20 de junio de 2024, firma por el KK Spartak Subotica de la Košarkaška Liga Srbije, junto a Stefan Momirov.

### Selección nacional
En 2017, Rudan fue internacional con la selección sub-16 croata que terminó cuarto en el Campeonato de Europa FIBA U16 en Letonia. En siete partidos de torneo, promedió 17,1 puntos, 6,7 rebotes y 1,9 asistencias por partido, siendo incluido en el equipo de todo el torneo. 
En 2018, con la selección croata sub-17  terminó 7° en la Copa Mundial de Baloncesto Sub-17 FIBA 2018 en Rosario y Santa Fe, Argentina. En siete partidos de torneo, promedió 12 puntos, 4 rebotes y 2,7 asistencias por partido.
En 2019, fue miembro del equipo croata sub-18 que terminó 13° en el Campeonato Europeo FIBA U18 2019 en Volos, Grecia. En siete partidos de torneo, promedió 12,3 puntos y 5,4 rebotes por partido.
En noviembre de 2021, Rudan hizo su debut con la Selección de baloncesto de Croacia en los Clasificatorios para la Copa Mundial de Baloncesto de 2023 en un encuentro frente a Eslovenia. 